# 方丹 (索恩-卢瓦尔省)
方丹（法語：Fontaines，法語發音：[fɔ̃tɛn] ⓘ）是法国索恩-卢瓦尔省的一个市镇，属于索恩河畔沙隆区。

## 地名
“方丹”（Fontaines）意为“泉”。法语地名通名在“枫丹白露”（Fontainebleau）等少数拥有传统译名的地名中译作“枫丹”，不过在《世界地名翻译大辞典》、《世界地名译名词典》和《法国地图册》等主流地名译名类书籍资料中多译作“方丹”。

## 地理
方丹（46°51'1"N, 4°46'20"E）面积24.73 平方千米，位于法国勃艮第-弗朗什-孔泰大區索恩-卢瓦尔省，该省份为法国中部省份，北起顺时针与科多尔省、汝拉省、安省、罗讷省、卢瓦尔省、阿列省和涅夫勒省接壤。
与方丹接壤的市镇（或旧市镇、城区）包括：吕利、梅勒塞、沙尼、法尔日莱沙隆、莱萨尔勒纳雄耐尔、梅尔屈雷、弗拉涅-拉卢瓦耶尔。
方丹的时区为UTC+01:00、UTC+02:00（夏令时）。

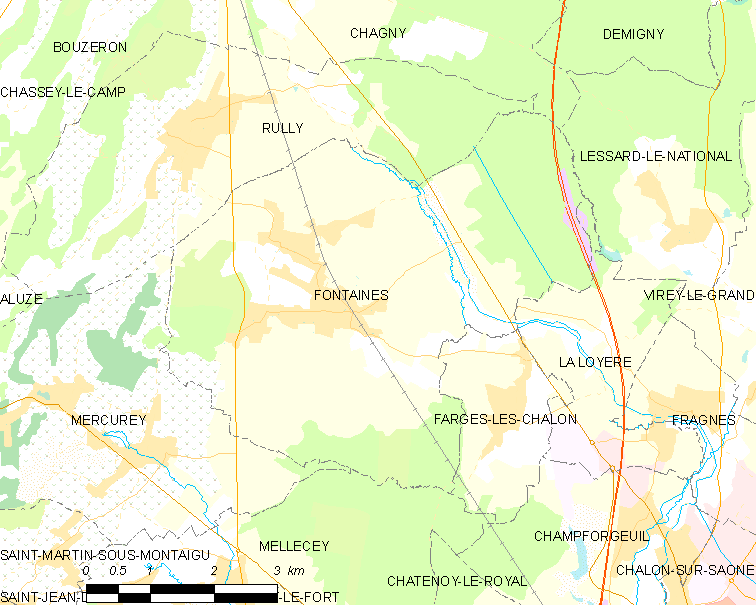
方丹的OSM定位图

## 行政
方丹的邮政编码为71150，INSEE市镇编码为71202。

## 政治
方丹所属的省级选区为沙尼县。

## 人口

1962-2008年间方丹人口变化图示

方丹于2022年1月1日时的人口数量为1845人。